# Alignement de points aléatoires
Pour les articles homonymes, voir Alignement.

Lignes telluriques : Lignes constituées de 80 à 4 points à travers 137 points aléatoires.

On peut facilement trouver un alignement de points aléatoires dans le plan quand un grand nombre de points aléatoires sont marqués sur une surface plane bornée. Cette facilité, remarquable et contre-intuitive, peut être démontrée statistiquement. Cela a été avancé pour attribuer au simple hasard les alignements de sites (en anglais : ley lines) et autres alignements mystérieux semblables, par opposition aux explications surnaturelles ou anthropologiques proposées par leurs partisans. Le sujet a également été étudié dans les domaines de la vision par ordinateur et de l'astronomie.
Un certain nombre d'études ont examiné les mathématiques de l'alignement des points aléatoires dans le plan,,,,. Dans toutes ces études, la largeur de la ligne — le décalage autorisé des positions des points par rapport à une ligne droite parfaite — est importante. Elle tient compte du fait que les caractéristiques du monde réel ne sont pas des points mathématiques et qu'il n'est pas nécessaire, pour pouvoir considérer leurs positions comme alignées, qu'elles le soient exactement. Alfred Watkins, dans son travail classique sur les alignements de sites, The Old Straight Track, a utilisé la largeur d'un trait de crayon sur une carte comme le seuil de tolérance de ce qui pourrait être considéré comme un alignement. Par exemple, en utilisant une ligne de crayon de 1 mm pour dessiner des alignements sur une carte au 1:50 000, la largeur correspondante sur le sol serait de 50 m.

## Une estimation du nombre d'alignements fortuits
{\displaystyle {\frac {n!}{(n-k)!\,k!}}\left({\frac {w}{L}}\right)^{k-2}}

## Une estimation plus précise
Une expression plus précise  de l'espérance du nombre d'alignements de 3 points de largeur maximale {\displaystyle w} et de longueur maximale {\displaystyle d}, parmi {\displaystyle n} points placés au hasard sur un carré du côté {\displaystyle L}, est :
{\displaystyle \mu ={\frac {\pi }{3}}{\frac {w}{L}}\left({\frac {d}{L}}\right)^{3}n(n-1)(n-2)}.
Une généralisation à k point alignés (en ignorant les effets de bord) est :
{\displaystyle \mu ={\frac {\pi n\left(n-1\right)\left(n-2\right)\cdots \left(n-\left(k-1\right)\right)}{k\left(k-2\right)!}}\left({\frac {w}{L}}\right)^{k-2}\left({\frac {d}{L}}\right)^{k}}
qui possède approximativement les mêmes propriétés asymptotiques d'échelle que l'approximation grossière de la section précédente avec, pour n grand, une explosion combinatoire masquant les effets des autres variables.

## Simulation informatique des alignements
Les simulations informatiques montrent que les points dans un plan ont tendance à former des alignements semblables à ceux trouvés par les chasseurs d'alignements en des nombres compatibles avec des estimations d'ordre de grandeur ci-dessus, ce qui suggère que les alignements peuvent aussi bien être le fruit du hasard. Ce phénomène se produit quel que soit le mode de génération des points :  pseudo-aléatoirement par ordinateur, ou à partir de jeux de données d'installations concrètes comme des restaurants à pizza ou des cabines téléphoniques.
Il est facile de trouver des alignements de 4 à 8 points dans des ensembles de données raisonnablement petits avec w = 50 m. Choisir de grandes surfaces ou des valeurs plus grandes de w permet de trouver facilement des alignements de 20 points ou plus.